# Kirby (компания)
Kirby — американская компания, производитель пылесосов и чистящих приспособлений для домашнего использования. Главный офис расположен в Кливленде, штат Огайо, США. Является дочерней фирмой компании Scott Fetzer (также известной как Scott & Fetzer), которая, в свою очередь, является частью корпорации Berkshire Hathaway. Kirby имеет дилерские представительства в более чем 70 странах мира. С 1920-х годов продукция Kirby продаётся только дистрибьютерами с демонстрацией на дому.
Berkshire не раскрывает численность продаж Kirby, но Gene Windfeldt, руководитель компании в период с 1988 по 1997 гг., оценивал в 1999 году объём продаж вакуумных пылесосов примерно в 1,1 млрд. долларов в год.
Практики, применяемые агентами по продажам Kirby часто критикуются, а цены на них кратно завышены.

## История
Первый пылесос Kirby был разработан Джимом Кирби (1884—1971) для Джорджа Скотта и Карла Фецера после Первой мировой войны, хотя название Кирби не использовалось для пылесосов до 1930-х годов.
Модель Vacuette Electric, представленная в 1925 году, имела съёмные ручки, насадки и другие части, что стали прообразом многих современных аппаратов. В 1935 на рынке появилась модель Kirby Model C — она стала первой, которая стала носить имя своего создателя.
В 1986 году Berkshire Hathaway купила Scott Fetzer, родительскую компанию Kirby, 315 млн долларов. Двумя годами ранее Ivan Boesky предлагал купить Scott Fetzer за 420 млн долларов. Уоррен Баффет представил Scott Fetzer акционерам Berkshire как «прототип той компании, покупка которой могла бы его заинтересовать». По словам менеджеров компании Berkshire, «в действующий бизнес Scott Fetzer или управление не было внесено абсолютно никаких изменений и весь бизнес (и его направление) были сохранены».
С 2003 года Kirby — это крупнейший источник дохода и прибыли для Scott Fetzer. Компания осуществляет около 500 тысяч продаж ежегодно, приблизительно одна треть из которых происходит вне Соединённых Штатов. Дилеры Kirby на сегодняшний день расположены в более чем 70 странах мира; их число составляет 835. Никаких изменений в бизнесе не делалось и он сохранился в своём первоначальном виде.

## Модельный ряд
Единовременно компания Kirby выпускает только одну модель. Она может усовершенствоваться, но её название не меняется. Как только появляется новая модель, то старая снимается с производства.
Перечень моделей Kirby
| - Ezee (1914) - Wireless Vac-u-ette (1919) - Vacuette Electric (1925) - Scott Fetzer Sanitation System (1928—1934) - Kirby Model 1C (1934—1937) - Kirby Model 505 (1945—1947) - Kirby Model 508 (1948) - Kirby Model 509 (1949) - Kirby Model 510 (1950—1951) - Kirby Model 511 (1951) - Kirby Model 512 (1952) - Kirby Model 513 (1953) - Kirby Model 514 (1954) | - Kirby Model 515 (1955) - Kirby Model 516 (1956—1957) - Kirby Model 517 (1957—1958) - Kirby Model 518 (1958—1959) - Kirby Model 519 (1959) - Kirby Model 560 (1960—1961) - Kirby Model 561 (1961—1962) - Kirby Model 562 (1962—1965) - Dual Sanitronic 50 (1965—1967) - Dual Sanitronic 80 (1967—1970) - Kirby Classic (1970—1973) - Kirby Classic Omega (1973—1976) | - Kirby Classic III (1976—1979) - Kirby Tradition (1979—1981) - Kirby Heritage (1981—1984) - Kirby Heritage II (1984—1989) - Kirby Legend II (1989—1990) - Generation 3 (1990—1993) - G4 (1993—1996) - G5 (1996—1999) - G6 (1999—2001) - Ultimate G (2002—2004) - Ultimate G Diamond Edition (2005—2006) - Sentria (2006-2012) - Sentria 2 (2012-2014) - Avalir (2014-2018) - Avalir II (2018...) |

## Собственники и руководство
Основным собственником компании Kirby является филиал компании Scott Fetzer (также известной как Scott & Fetzer), которая, в свою очередь, является частью компании Berkshire Hathaway.

## Деятельность
Приблизительно 70% продаж Kirby производятся через сеть дистрибьюторов. Компания Kirby является членом Ассоциации прямых продаж.

## Показатели деятельности в РФ
Число сотрудников[когда?]
- менеджеров 2500 человек
- административные/сервисные отделы: около 5000
- ежемесячный оборот по продажам: около 3500 аппаратов

По некоторым данным, компания входит в десятку лидеров по продажам пылесосов на территории Российской Федерации.
О компании пишется множество негативных отзывов. Жалуются на высокие цены, есть и другие претензии, в том числе и на территории самих США. Компанию обвиняют в невыплате зарплат, использовании детского труда, обвиняют в других негативных факторах. В одном только штате Алабама в США с 1998 по 2001 год против Kirby было подано более 100 исков. Тем не менее, дистрибьютерская сеть компании расширяется с каждым годом, а продажи растут. Несоразмерно высокие цены на свою продукцию предлагают нелегальные дилеры, которые активизировались на территории СНГ с 2009 года.

## Критика
Методы работы некоторых дистрибьюторов Kirby неоднократно подвергались критике. Лон Фаллер и Мелвин Эйзенберг, профессора Договорного права в Гарвардской школе права и Школе Беркли, как пример из учебника по «недобросовестным сделкам». Также Kirby подверглась неустанной критике агентствами по защите прав потребителей. С 1999 года 22 государственных агентства по защите прав потребителей получили в общей сложности больше чем 600 жалоб на деятельность представителей компании. Между 1996 и 1999 гг. Висконсинское Министерство сельского хозяйства, Торговли и Защиты потребителей получило 50 жалоб относительно дилеров Kirby, и пришли к заключению, что Кирби, через дистрибьюторов, занятых «в масштабах штата» нарушили государственные законы о защите прав потребителей.
Многие из жалующихся говорят, что дистрибьюторы вовлекают в разговор «клиентов старшего возраста, которые не могут противостоять настойчивым коммерческим попыткам продать им товар.» Wall Street Journal приводит пример, в котором пожилая пара была не в состоянии удалить трех продавцов Kirby из их дома более пяти часов; в другом примере женщине с ограниченными возможностями, которая жила одна в трейлере на $1000 в месяц на выплаты по социальному обеспечению и страдала от болезни Альцгеймера, принадлежали два пылесоса Kirby, один из которых стоил 1 700$. В 2002 году Флоридское Сельское хозяйство и специальный уполномоченный по Потребительским услугам получили 13 000$ для возмещений по делам, возбужденным против Kirby 13 пенсионерами.
Согласно Wall Street Journal, устройство «стоит больше чем в четыре раза, чем другие первоклассные пылесосы». Kirby сравнивает разницу в цене для своего аппарата между роскошным и малолитражным автомобилем, все же «дилеры автомобилей повышенной комфортности не посещают своих клиентов в трейлерах. Но дилеры Кирби это делают».
В 2001 году Генеральный прокурор Западной Вирджинии удовлетворил иски более чем на 26 000$ от неудовлетворенных покупателей Kirby. В июне 2004 года Аризонский Генеральный прокурор подал иск против дистрибьюторов компании, обвинив её в нарушении закона об Обмане потребителей. В органы государственной власти постоянно поступает множество жалоб на Kirby. Это длится уже не один год, такое явление наблюдалось и в 70-е и даже в 60-е годы XX столетия.
Kirby пытается отказаться от всех предъявленных ему обвинений, обвиняя во всем независимых подрядчиков. Его «Моральный кодекс дистрибьютора» имеет 12 принципов, включая «самые высокие стандарты характера, честности и целостности в деловых отношениях с моими клиентами, Дистрибьюторами и другими членами профессии Kirby». В компании обучают, как правильно продавать, не нарушая при этом прав потребителей. В случае поступления жалоб на дистрибьюторов, Kirby требует, чтобы они решились в течение 24 часов, под угрозой увольнения сотрудников.
В России, представители компании часто пытаются отказать в возврате купленных пылесосов, ссылаясь на перечень товаров, не подлежащих возврату и обмену. Возврат может быть осуществлен в судебном порядке, если потребитель сможет доказать несоответствие прибора заявленным параметрам, ГОСТам, Санитарным Нормам, либо отсутствие сертификации.

## Действия против неправомочных дилеров
Пылесосы и системы ухода на дому Kirby могут продаваться только через уполномоченных, независимых дистрибьюторов, аттестованных на сайте: www.kirby.com. Чтобы защитить потребителей от покупки бывших в употреблении, поврежденных, или украденных продуктов, Kirby успешно препятствует тому, чтобы неправомочные ретейлеры продавали или перепродавали пылесосы компании при вводящих в заблуждение обстоятельствах.
Kirby предъявил иск неправомочным дилерам, которые продают пылесосы, за нарушение торговой марки. Апелляционный суд девятого судебного округа США отменил судебное решение в пользу Kirby, вынесенное нижестоящим судом по аналогичным претензиям о несанкционированном использовании товарного знака неавторизованным дистрибьютором.
Kirby также не преуспел в подобном действии против неправомочного дилера в Миннесоте. Компания утверждала, что использование пылесосов — прерогатива только этой торговой марки, обвиняла конкурентов в ложной и нечестной конкуренции. Дилер выдвинул встречный иск на 90 000$ против Kirby, обвинив компанию в клевете. Kirby выдвигал такой иск и в других штатах, с теми же требованиями, но все окончилось безрезультатно.
Также Kirby не преуспел в обвинении в преднамеренном вмешательстве с требованием договорных отношений в Вашингтоне против неправомочного ретейлера; Верховный Суд Вашингтона присудил адвокатские гонорары ретейлеру. Однако Kirby сопутствовал успех в случаях, когда неправомочные ретейлеры пошли дальше, чем использование названия и логотипа, представляясь производителем и давая гарантии на пылесос.